# GT (クレイジーケンバンドの曲)
「GT」（ジー・ティ）は、2002年7月10日にサブスタンスから発売された、クレイジーケンバンド4枚目のシングル。

## ミュージック・ビデオ
MVに登場するフォード・マスタングは当時の横山剣の愛車。

## 収録曲
1. GT
2. 香港グランプリ＜Hong Kong Grand prix＞
3. 監督＜Lights!! Camera!! Action!!＞
4. CRAZY KEN BAND's information
5. GT （KARAOKE）
6. 香港グランプリ （KARAOKE）
7. 監督 （KARAOKE）